# Arbejdsskadestyrelsen
55°42′38.98″N 12°33′51.9″Ø / 55.7108278°N 12.564417°Ø
Arbejdsskadestyrelsen var en myndighed, der traf afgørelser i sager om arbejdsskader. Styrelsen hørte til under Beskæftigelsesministeriet og blev oprettet i 1989.
Merete Agergaard var siden juni 2014 været direktør for Arbejdsskadestyrelsen.
Den 1. juli 2016 skiftede styrelsen navn til Arbejdsmarkedets Erhvervssikring (AES).
Sager, som Arbejdsskadestyrelsen har afgjort, kan ankes ved Ankestyrelsen.
Det var meningen, at styrelsen skulle være flyttet i forbindelse med udflytningen af statslige arbejdspladser i 2015, men flytningen er blevet udskudt til januar 2019.